# Chiao-Lan-See
Der Chieo-Lan-See (auch Cheow-Lan-See, in Thai: อ่างเก็บน้ำเชี่ยวหลาน) ist ein Stausee in der Provinz Surat Thani in Südthailand, etwa 80 km (Luftlinie) nördlich von Phuket. Er ist Teil des Khao-Sok-Nationalparks.
Der Stausee entstand 1982 durch den Bau der Talsperre Rajjaprabha (auch „Rajjaphapa“, in Thai: เขื่อนรัชชประภา, oder auch Chieo-Lan-Damm – เขื่อนเชี่ยวหลาน), welcher den Khlong Saeng, einen Nebenfluss des Phum Duang, aufstaut. Er dient der Stromerzeugung aus Wasserkraft. Mit 165 km² ist er rund doppelt so groß wie der Chiemsee, wirkt durch seine gefingerte Form aber deutlich größer. Im Schnitt ist er 40 Meter und am Damm 90 Meter tief. Vor der Flutung wurden die Bereiche, die überschwemmt werden würden, zur Abholzung freigegeben. Es wurden jedoch nur die lohnenden Objekte gefällt und abtransportiert, so dass heute noch an den weniger tiefen Stellen abgestorbene Bäume aus dem Wasser ragen. Durch die dortige Geländeform – steil aufragende Kalksteinberge – bildeten sich über 100 Inseln.

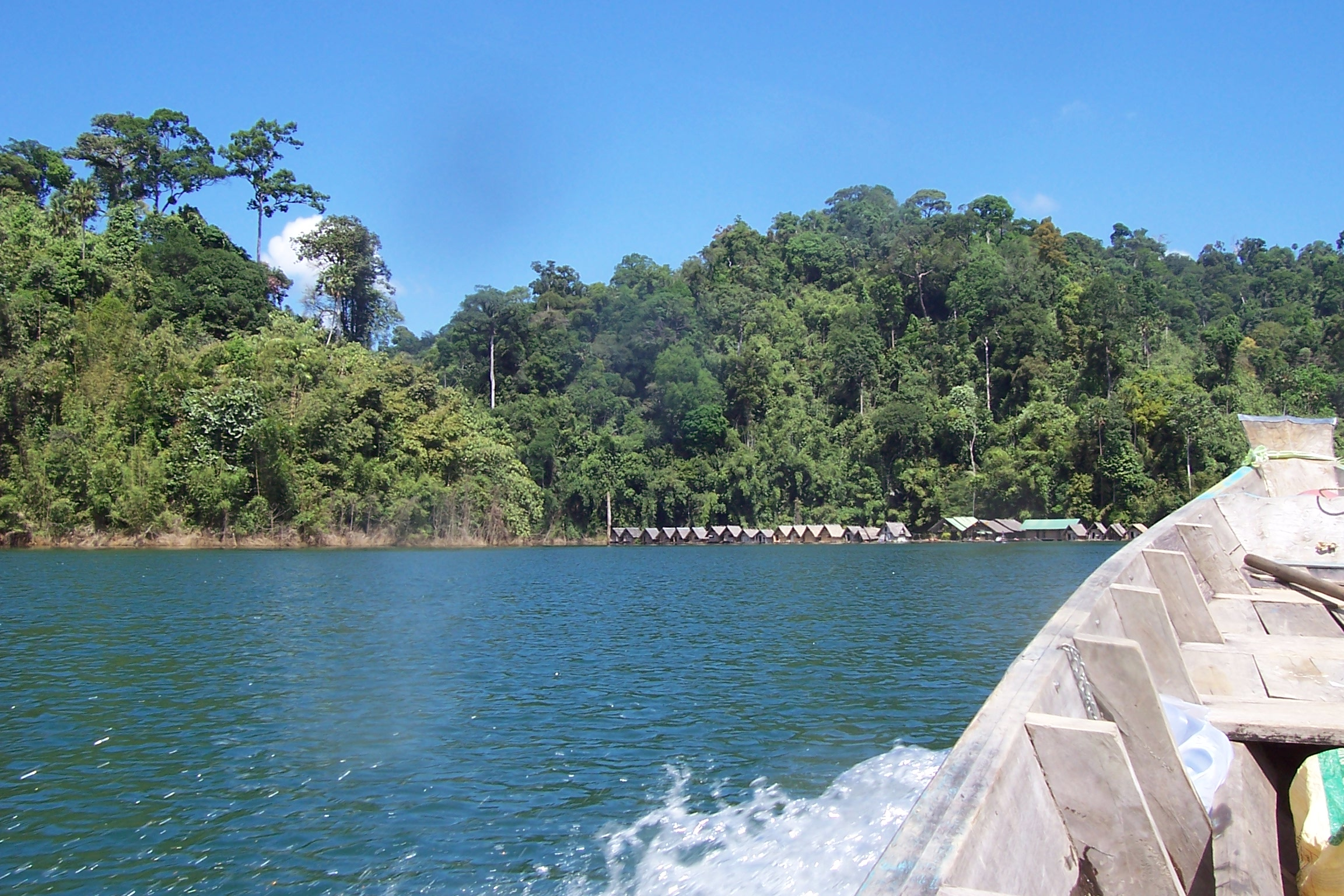
Raft Houses

Der Versuch, die Fauna vor dem Ertrinken zu retten, hatte nur mäßigen Erfolg. 13 Dörfer, die vorher nicht per Straße erreichbar waren, mussten umgesiedelt werden und die Bewohner erhielten neue Landflächen überwiegend entlang der Staatsstraße 401 von Takua Pa nach Surat Thani.

## Floating Rafthouse Resorts
Mittlerweile wird der See auch touristisch genutzt. Mit dem „Ruea Hang Yao“ (wörtlich Langschwanzboot), dem typischen thailändischen Wasserfahrzeug, werden die Touristen zu „Raft Houses“ – schwimmenden Hütten – chauffiert, die als Ausgangspunkt für Dschungel- und Kajaktouren oder einfach nur zum Übernachten in der Natur dienen. Derzeit gibt es 14 schwimmende Resorts auf dem Stausee, 10 Private und 4 Ranger-Rafthouse Anlagen. Die schwimmenden Hotels können Ausgehend vom Hafen am Rajjaprabha-Staudamm erreicht werden.

## Nam-Talu-Höhle
Eine der Sehenswürdigkeiten ist die Nam-Talu-Höhle, welche in der Vergangenheit mehrfach negativ in die Schlagzeilen geriet, weil Touristen aufgrund schnell ansteigendem Wasserstand darin ertranken. Die Höhle befindet sich rund 28 km vom Pier entfernt, am Ende eines südwestlich gelegenen Seitenarms, nur unweit des Tone Teuy Rafthouse. Von der Anlegestelle der Boote führt ein kleiner Pfad in 1 Std. zum Eingang der Höhle. Die Höhle ist trichterartig und führt Wasser. Der Eingangsbereich ist bis etwa 15 m hoch und ebenso breit. Im Verlauf wird die Höhle dann immer schmaler und der Wasserstand entsprechend höher. Auf den letzten 200 m im Endbereich ist sie nur noch 1–3 m breit und bis etwa 10 m hoch, wie eine Felsspalte, die nach oben hin breiter wird. Dieser Umstand erklärt auch die Gefahr, die hier bei Regen besteht. Steigt der Wasserstand im Eingangsbereich nur wenige Zentimeter an, bedeutet das im schmalen Endstück u. U. einen halben Meter oder mehr. Seit den letzten Unglücken wurden Warnschilder aufgestellt und es ist verboten, die Höhle bei Monsunregen zu betreten.    